# Trest smrti v Guyaně
Trest smrti v Guayaně je legální forma trestu. Navzdory své zákonnosti, nebyla v zemi od roku 1997 provedena žádná poprava. Guyana je jedinou jihoamerickou zemí, která má zachován trest smrti za běžné zločiny. Zákon umožňuje jediný způsob popravy, a to oběšení.
V roce 2021 byli v zemi k trestu smrti odsouzeni čtyři lidé, včetně jedné ženy. Ke 24. květnu 2021 bylo v cele smrti 27 vězňů, včetně čtyř žen.
Guyana v letech 2007, 2008, 2010, 2012, 2014, 2016, 2018 a 2020 se zdržela hlasování ohledně moratoriua OSN na trest smrti. V červnu 2021 byla k Nejvyššímu soudu podána žaloba ohledně ústavnosti trestu smrti, ale soud rozhodl, že trest smrti je v souladu s ústavou.